# Louis Gardet
Pour les articles homonymes, voir Gardet.
Louis Gardet né le 15 août 1904 à Toulouse[réf. nécessaire], mort le 17 juillet 1986 dans la même ville, est un philosophe thomiste, spécialiste de l'islam.

## Biographie
André Brottier est connu sous trois identités correspondant à trois étapes de sa vie : sous le nom d'André Harlaire, il publie quelques textes dans des revues littéraires confidentielles ; sous celui de frère André-Marie, il intègre en 1933 la communauté des Petits Frères du Sacré Cœur de Jésus de Charles de Foucauld ; sous celui de Louis Gardet, enfin, il se consacre à des recherches sur l'islam. Ses travaux font toujours autorité.
Maîtres, amis, disciples : Louis Massignon, Georges Anawati, Youakim Moubarac, Jacques Jomier, Denise Masson...

## Œuvres
Parmi les quelque 80 notices qui lui sont consacrées dans le catalogue de la Bibliothèque nationale, on retiendra ses ouvrages majeurs :
- Introduction à la théologie musulmane, essai de théologie comparée, par Louis Gardet et le P. Anawati, préface de  Louis Massignon, Vrin, 1948 1946
- La Pensée religieuse d'Avicenne, Paris, Vrin,  1951 — Prix Pouchard 1952 de l’Académie française.
- Expériences mystiques en terres non chrétiennes,  Paris, Alsatia, 1953.
- La Cité musulmane, vie sociale et politique, Paris, Vrin, 1954.
- L'Islam, par Youakim Moubarac, le P. Jacques Jomier, Louis Gardet et le P. Anawati, Saint-Alban-Leysse (Savoie), Collège théologique dominicain, 1956.
- « Les Fins dernières selon la théologie musulmane », Revue Thomiste, 1956, n° 3, p. 427-479 et 1957, n° 2, p.  247-300
- Connaître l'islam, Paris, Fayard, 1958.
- Mystique musulmane : Aspects et tendances, expériences et techniques, par Georges Chehata Anawati et Louis Gardet, Paris, Vrin, coll. « Études musulmanes », 1976. Recension.
- L'islam. Religion, et communauté, Paris, Desclée De Brouwer, 1967.
- Dieu et la Destinée de l'homme,  Paris, Vrin, coll.«  Les grands problèmes de la théologie musulmane », 1967
- Les Hommes de l'islam, approche des mentalités, Paris, Hachette, 1977. [Paris] : Hachette, 1977. — Prix maréchal-Louis-Hubert-Lyautey 1979 de l’Académie des sciences d’outre-mer.
- L'Islam : hier, demain, par Mohammed Arkoun et Louis Gardet, Paris, Buchet-Chastel, 1978.

Louis Gardet a en outre participé à l'édition posthume de l'œuvre majeure de Louis Massignon,  La Passion de Hussayn Ibn Mansûr Hallâj, en 1975.